# Tympanuchus cupido
Gà đồng cỏ lớn (Tympanuchus cupido) là một loài chim trong họ Phasianidae.